# 1929 في نيوزيلندا
فيما يلي قوائم الأحداث التي وقعت خلال عام 1929 في نيوزيلندا.

## سكان
- تقدير عدد السكان اعتبارًا من 31 ديسمبر: 1,486,100.[1]
- الزيادة منذ 31 ديسمبر 1928: 18,700 (1.27%).
- الذكور لكل 100 أنثى: 104.1.

## شاغلي المناصب

### ملكي ونائب ملكي
- رأس الدولة - جورج الخامس
- حاكم عام نيوزيلندا - السير تشارلز فيرجسون، البارون السابع

### حكومة
استمرت أعمال البرلمان النيوزيلندي الثالث والعشرون.
- رئيس مجلس النواب – تشارلز ستاثام (مستقل)

### المعارضة البرلمانية
- زعيم المعارضة – جوردون كوتس (الإصلاح)[2]

## رياضة
- 1 يناير – كأس نيوزيلندا 1929 الفائز Manurewa AFC [الإنجليزية]‏.

## مواليد

### يناير
- 1 يناير – جاكلين فاهي
- 1 يناير – مايلز ارين مهندس معماري نيوزيلندي.
- 19 يناير – برايان ستيل
- 24 يناير – ستيوارت جونز لاعب كريكت نيوزلندي.

### فبراير
- 3 فبراير – جون ألدرسون لاعب كريكت نيوزلندي.
- 6 فبراير – كولين مردوخ
- 6 فبراير – موريس ديكسون لاعب اتحاد رغبي نيوزيلندي.
- 6 فبراير – نويل هيليارد

### مارس
- 6 مارس – يان إيرفاين لاعب رغبي نيوزيلندي.
- 7 مارس – يان مكاي قاضي نيوزلندي.
- 21 مارس – ليزلي رووي عداءة سرعة نيوزيلندية.

### أبريل
- 6 أبريل – باتريك غودمان
- 21 أبريل – روس سميث
- 25 أبريل – إيفيت وليامز رياضية نيوزيلندية.
- 30 أبريل – كيث سميث لاعب كركيت نيوزيلندي.

### يونيو
- 7 يونيو – كولن غراهام لاعب كريكت نيوزلندي.
- 30 يونيو – ديفيد بيري لاعب كريكت نيوزلندي.

### يوليو
- 2 يوليو – هيو موريس
- 19 يوليو – رينيه تايلور كاتبة مسرحية نيوزيلندية.

### أغسطس
- 10 أغسطس – اريك دان

### سبتمبر
- 4 سبتمبر – هوارد تشارلز كلارك كيميائي كندي.
- 9 سبتمبر – بات بوث صحفي نيوزيلندي.
- 9 سبتمبر – غراهام أفيري درّاج طريق نيوزيلندي.

### أكتوبر
- 11 أكتوبر – آنيت باير فيلسوفة نيوزيلندية.

### نوفمبر
- 8 نوفمبر – تريفور مكمان لاعب كركيت نيوزيلندي.
- 16 نوفمبر – بيل كلارك لاعب رغبي نيوزيلندي.

### ديسمبر
- 19 ديسمبر – ميخائيل فولر مهندس معماري نيوزيلندي.
- 27 ديسمبر – إليزابيث إدغار

## وفيات

### يناير
- 21 يناير – الكسندر وليام بيكرتون (مواليد 1842)